# Дяньбай
Дяньбай (кит. упр. 电白, пиньинь Diànbái) — район городского подчинения городского округа Маомин провинции Гуандун (КНР).

## История
Топоним «Дяньбай» появился в эпоху Южных и северных династий, когда в 528 году, во времена южной империи Лян, из Гаолянского округа (高凉郡) был выделен Дяньбайский округ (电白郡): тот округ занимал территорию северо-восточной части современного городского уезда Гаочжоу и северо-западной части современного района Дяньбай.
После объединения китайских земель в империю Суй новые власти занялись административным переустройством страны на единый манер. В 589 году Дяньбайский и Хайчанский (海昌郡) округа были упразднены, а вместо них был создан уезд Дяньбай (电白县); тогда же Наньбаский округ (南巴郡) стал уездом Наньба (南巴县), а Ляньцзянский округ (连江郡) — уездом Ляньцзян (连江县). В 606 году уезд Наньба был присоединён к уезду Ляньцзян.
Во времена империи Тан из уезда Ляньцзян в 622 году был вновь выделен уезд Наньба. В VIII веке уезд Ляньцзян был переименован сначала в Баоань (保安县), а затем — в Баонин (保宁县).
Во времена империи Сун в 972 году к уезду Дяньбай были присоединены уезды Баонин и Ляндэ (良德县), а уезд Наньба был присоединён к уезду Маомин (茂名县).
После монгольского завоевания и образования империи Юань в 1280 году был образован Гаочжоуский регион (高州路), власти которого разместились в уезде Дяньбай. В 1304 году власти региона переехали в уезд Маомин, но в 1355 году вернулись в уезд Дяньбай. После свержения власти монголов и образования империи Мин «регионы» были переименованы в «управы» — так в 1368 году появилась Гаочжоуская управа (高州府). В 1467 году уезд был разграблен бандитами, и власти управы переехали в уезд Маомин, а в результате обмена территориями между уездами Дяньбай и Маомин в состав уезда Дяньбай перешли земли бывшего уезда Наньба.
После вхождения в состав КНР уезд оказался в составе Специального района Наньлу (南路专区). В августе 1950 года Специальный район Наньлу был переименован в Специальный район Гаолэй (高雷专区).
В 1952 году административное деление провинции Гуандун было изменено: были расформированы специальные районы, и уезд вошёл в состав Административного района Юэси (粤西行政区). В 1955 году было принято решение об упразднении административных районов, и с 1956 года уезд вошёл в состав Специального района Чжаньцзян (湛江专区).
В 1970 году Специальный район Чжаньцзян был переименован в Округ Чжаньцзян (湛江地区).
В сентябре 1983 года были упразднены город Маомин и округ Чжаньцзян, и образованы городские округа Чжаньцзян и Маомин; уезд вошёл в состав городского округа Маомин.
Постановлением Госсовета КНР от января 2001 года 6 посёлков уезда Дяньбай были выделены в отдельный район Маоган (茂港区).
Постановлением Госсовета КНР от февраля 2014 года район Маоган и уезд Дяньбай были объединены в район Дяньбай.

## Административное деление
Район делится на 2 уличных комитета и 21 посёлок.